# Markus Böttcher
Markus Böttcher (Hennef, 6 luglio 1964) è un attore tedesco.

## Biografia
Markus Böttcher studia dal 1983 al 1987 recitazione e regia alla Universität Mozarteum di Salzburg. Durante gli studi fa stage alla Salzburger Festspiele, alla Schaubühne am Lehniner Platz di Berlino, e al Théâtre National Populaire, di Parigi. Dal 1987 al 1988 è al Schillertheater di Berlino come attore e regista assistente.
È noto per la partecipazione alla serie Der Alte, come „Werner Riedmann“, dall'episodio 108 del settembre 1986 all'episodio 394 di maggio 2015, per poi lasciare il posto assieme a Pierre Sanoussi-Bliss nell'estate 2014. La rottura del contratto con Böttcher sfocerà alla fine del 2014 in una vertenza legale a Monaco. La controversia legale alla produzione, in tre processi, finirà nel 2017.
Böttcher vive a Berlino.

## Filmografia parziale
- Väter und Söhne (1985)
- Der Alte (serie TV, 280 ep.) (1986–2015)
- Eichbergers besondere Fälle (serie TV, 1 ep.) (1988)
- Schloß Königswald (1988)
- L'ispettore Derrick (serie TV, ep. 281: Das Abschiedsgeschenk) (1998)